# Изтичане на информация от дипломатическия канал на САЩ
Изтичане на информация от дипломатическия канал на САЩ става на 28 ноември 2010 г., когато на уебсайта WikiLeaks и в няколко големи вестници са публикувани конфиденциални документи, които подробно осветяват взаимодействието между Държавния департамент на САЩ и Дипломатическите му мисии по целия свят. Публикуването на дипломатически телеграми на САЩ е третото по ред мащабно изтичане на секретни документи, разпространени от WikiLeaks през 2010 г., след публикуване на документи за войната в Афганистан през юли и за войната в Ирак през октомври. Първите 291 документа от общо 251 287 документа са публикувани на 28 ноември с едновременното им разгласяване в такива вестници като El País (Испания), Le Mond (Франция), Der Spiegel (Германия), The Guardian (Великобритания) и The New York Times (САЩ). В Русия тези документи анализира и публикува по споразумение с WikiLeaks списанието „Русский репортёр“.
Над 130 хил. от документите не са секретни в съответствие със скалата за класифицирана информация, използвана от правителството на САЩ; около 100 хил. имат гриф „конфиденциално“; около 15 хил. телеграми са с по-високо ниво на класификация и се причисляват към секретната информация. Сайтът WikiLeaks планира да публикува всичките налични дипломатически телеграми за срок от седем месеца.
Сводките за международното положение датират в периода 1966 – 2010 г. като са изпращани от 274 посолства. Те включват дипломатически анализ на световните лидери, оценки за страните, в които са разположени посолствата, а също обсъждането на много международни и локални въпроси от Близкия изток до ядреното разоръжаване, от войната срещу тероризма до закриването на затвора в Гуантанамо.